# Wiener Moden- und Hauswesen-Zeitung
Die Wiener Moden- und Hauswesen-Zeitung kann von 20. September 1881 bis 10. Jänner 1882 nachgewiesen werden. Die dreimal monatlich erschienene Zeitung wurde herausgegeben von Moriz Müller, der auch verantwortlicher Redakteur war. Gedruckt wurde die Zeitung von Alexander Eurich’s Nachfolger Ludwig Lott.